# Ева Гаслінґейс
Ева Гаслінґейс (нід. Eva Haslinghuis; нар. 21 липня 1972) — колишня нідерландська тенісистка.
Найвищу одиночну позицію світового рейтингу — 284 місце досягла 1 березня 1993, парну — 215 місце — 11 листопада 1991 року.
Здобула 1 одиночний та 4 парні титули.

## Фінали ITF

### Одиночний розряд: 3 (1–2)
| Результат | Ранг | Дата              | Турнір             | Покриття | Суперниця          | Рахунок  |
| --------- | ---- | ----------------- | ------------------ | -------- | ------------------ | -------- |
| Поразка   | 1.   | 25 листопада 1990 | Ben Aknoun, Алжир  | Ґрунт    | Julie Foillard     | 6–7, 3–6 |
| Перемога  | 2.   | 2 грудня 1990     | Bachdjerrah, Алжир | Ґрунт    | Джина Ніланд       | 6–0, 7–6 |
| Поразка   | 3.   | 16 вересня 1991   | Капуя, Італія      | Ґрунт    | Андрея Ехрітт-Ванк | 2–6, 4–6 |

### Парний розряд: 5 (4–1)
| Результат | Ранг | Дата              | Турнір                  | Покриття   | Партнерка         | Суперниці                          | Рахунок       |
| --------- | ---- | ----------------- | ----------------------- | ---------- | ----------------- | ---------------------------------- | ------------- |
| Перемога  | 1.   | 11 листопада 1990 | Фес, Марокко            | Ґрунт      | Babette Eijsvogel | Nicole Strnadová Яна Стрнадова     | 6–0, 2–6, 6–1 |
| Перемога  | 2.   | 25 листопада 1990 | Ben Aknoun, Алжир       | Ґрунт      | Babette Eijsvogel | Yvonne Klompenhouver Helma Leeuwen | 6–2, 7–6      |
| Перемога  | 3.   | 2 грудня 1990     | Bachdjerrah, Алжир      | Ґрунт      | Babette Eijsvogel | Yvonne Klompenhouver Helma Leeuwen | 6–2, 1–6, 7–5 |
| Поразка   | 4.   | 11 березня 1991   | Мурсія, Іспанія         | Ґрунт      | Амі Єнссон Роголт | Петра Рацлавська Маркета Штускова  | 2–6, 5–7      |
| Перемога  | 5.   | 9 лютого 1992     | Суонсі, Велика Британія | Тверде (i) | Седа Норландер    | Susanna Locher Елісон Сміт         | 6–3, 4–6, 6–4 |